# قائمة رؤساء وزراء تلنغانة
رئيس وزراء ولاية تلنغانة الهندية هو رئيس حكومة ولاية تلنغانة. يذكر دستور الهند أن الحاكم هو رئيس الولاية لكن تقع السلطة التنفيذية بحكم الأمر الواقع على عاتق رئيس الوزراء. عادة ما يدعو الحاكم الحزب (أو الائتلاف) الحاصل على أغلبية المقاعد في جمعية تلنغانة التشريعية لتشكيل الحكومة. يعين الحاكم رئيس الوزراء، ويكون مجلس وزرائه مسؤولاً بشكل أمام الجمعية التشريعية. مدة ولاية رئيس الوزراء خمس سنوات قابلة للتجديد بدون قيود لعدد الفترات.
أنشئت الولاية في 2 يونيو 2014، من وقتها رأس الولاية رجلين الأول من حزب بهارات رشترا ساميثي وهو ووزير العمل والتوظيف السابق لجمهورية الهند ك. شاندراشيكار راو رأس الولاية بعد فوزه في انتخابات الجمعية عامي 2014 و2018. رئيس الوزراء الحالي هو ريفانث ريدي من المؤتمر الوطني الهندي منذ 7 ديسمبر 2023.

## القائمة
أسس ولاية تلنغانة رسميًا في 2 يونيو 2014. انتخاب كالفاكونتلا شاندراشيكار راو أول رئيس وزراء للولاية عقب الانتخابات التي فاز فيها حزب بهارات رشترا ساميثي بالأغلبية. اتفق بين ولايتي تلنغانة وأندرا برديش على أن تبقى حيدر آباد عاصمة الولايتين حتى تختار أندار عاصمة جديدة لها وتبقى حيد آباد عاصمة تلنغانة. اختارت ولاية أندرا براديش مدينة أمارافاتي كعاصمة لها ونقلت الأمانة العامة إليها في عام 2016 والمجلس التشريعي في عام 2017.

خريطة الولاية

| # | الصورة         | الصورة        | رئيس الوزراء (العمر) الدائرة الانتخابية            | الفترة        | الفترة         | الفترة            | الانتخابات (الجمعية) | الحزب                  | الحكومة | الحاكم                  |
| # | الصورة         | الصورة        | رئيس الوزراء (العمر) الدائرة الانتخابية            | البداية       | النهاية        | المدة             | الانتخابات (الجمعية) | الحزب                  | الحكومة | الحاكم                  |
| - | -------------- | ------------- | -------------------------------------------------- | ------------- | -------------- | ----------------- | -------------------- | ---------------------- | ------- | ----------------------- |
| 1 |                |               | Kalvakuntla Chandrashekar Rao (مواليد 1954) Gajwel | 2 يونيو 2014  | 12 ديسمبر 2018 | 9 سنوات و187 أيام | 2014 (1)             | Bharat Rashtra Samithi | Rao I   | E. S. L. Narasimhan     |
| 1 | 13 ديسمبر 2018 | 6 ديسمبر 2023 | Kalvakuntla Chandrashekar Rao (مواليد 1954) Gajwel | 2018 (2)      | Rao II         | 9 سنوات و187 أيام |                      | Bharat Rashtra Samithi |         | E. S. L. Narasimhan     |
| 2 |                |               | Anumula Revanth Reddy (مواليد 1969) Kodangal       | 7 ديسمبر 2023 | في المنصب      | 1 سنة و105 أيام   | 2023 (3)             | المؤتمر الوطني الهندي  | Reddy   | Tamilisai Soundararajan |

## ولاية حيدر أباد السابقة
حلت ولاية حيدر آباد بعد قانون إعادة تنظيم الولايات الذي قسم الولايات على أسس لغوية. فسمت أجزائها على ولايات أندرا وميسور وبومباي.

## روابط خارجية
- Official Website of the Office of the Chief Minister